# Nokia 3310
O Nokia 3310 é um telefone celular da Nokia que foi lançado no ano de 2000. Foi um dos principais lançamentos da empresa nos anos de 2000 a 2003, com 126 milhões de unidades vendidas. Ele era conhecido também por nunca se partir, chegando a ser chamado pelo nome de "Tijolão".
Em fevereiro de 2017 surgem rumores de que a empresa que detêm a marca Nokia, a HMD Global estaria para relançar o aparelho inquebrável, o lançamento ocorreu no dia 26 de fevereiro, um dia antes do evento de tecnologia MWC 2017. A escolha do modelo para relançamento foi feita por meio de uma votação com transmissão ao vivo pela página oficial da Nokia Mobile.
Para Lauren Guenveur, especialista do ramo de tecnologia móvel, o lançamento de uma versão atualizada do 3310 em 2017 é resultado de campanhas baseadas em "nostalgia" - um dos chamarizes do Nokia 3310 durante a MWC17, por exemplo, foi o fato do aparelho trazer o jogo "snake", a famosa cobrinha que pode ser jogada usando as teclas 2, 6, 8 e 4 como botões direcionais.

## Características
Modelo 2000

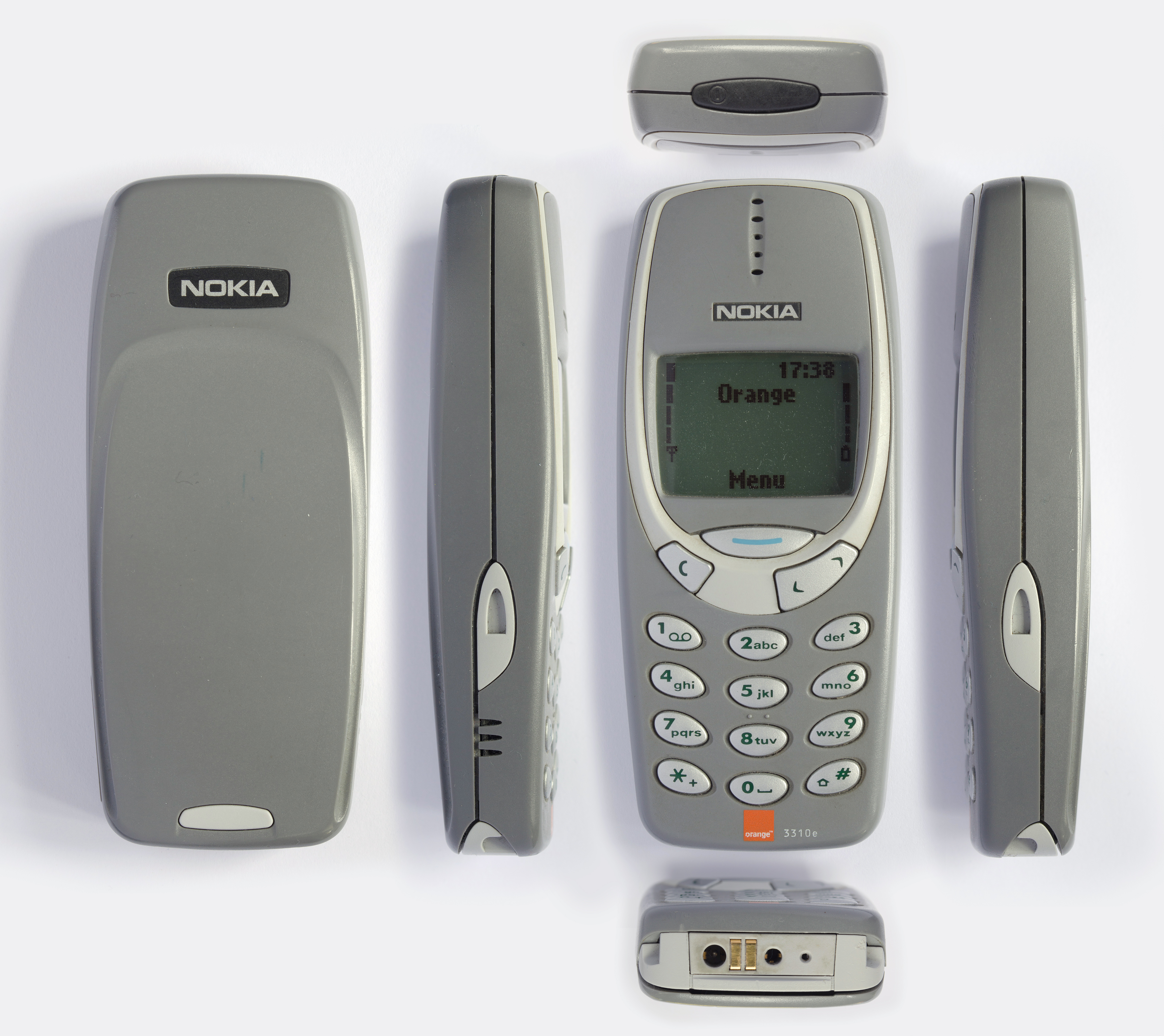
Um 3310 cinza da marca Orange visto de vários ângulos.

- Envio e recebimento de mensagens e figuras (SMS)[4].
- Tecla de atalho e discagem rápida.
- 4 jogos.[4]
- Facilitador de texto (T9)
- Alerta vibratório.
- Conferência.
- Discagem por voz[4]
- Composer de músicas
- Menu animado
- Proteção de tela e papel de parede.
- Chipset MAD2WD1, com processador ARM7-TDMI de 16 bits[4]
- Ecrã monocromático de 1.5" de 84x48 pixeis[4]
- Armazenamento de 1KB.[4]
- Bateria de 900MaH, com autonomia para 10,8 dias[4]
- Carregamento de 5W[4]
- Peso de 133 gramas.[4]
- Slot para cartão Mini-SIM.[4]

Modelo 2017
- Especificações
  - Display QVGA de 2,4"[5]
  - Saída de áudio de 3,5 mm[5]
  - Saída Micro-USB 2.0[5]
  - Rádio FM[5], MP3 e game Snake
  - Câmera de 2 MP com flash LED, com gravação de vídeo a 288p[5]
  - Armazenamento de 64 MB com expansão via Micro-SD até 32 GB[5]
  - Bateria Li-on de 1200 mAh com duração de 31 dias em stand-by.[5]
  - Rede 3G e Bluetooth 2.0[5]
  - Sistema Operacional Series 30+
  - Navegador Opera Mini
  - Peso de 88 gramas (na versão Dual-SIM)[5]
  - Peso de 84 gramas (na versão Mono-SIM)[5]
  - Processador ARM Dual-Core Cortex-A53 de 1.3 GHz
  - GPU Mali T820-MP1